# Monte Maíz
Monte Maíz är en ort i Argentina.   Den ligger i provinsen Córdoba, i den centrala delen av landet, 400 km väster om huvudstaden Buenos Aires. Monte Maíz ligger 119 meter över havet och antalet invånare är 6 920.
Terrängen runt Monte Maíz är mycket platt. Monte Maíz är det största samhället i trakten.
Trakten runt Monte Maíz består till största delen av jordbruksmark. Runt Monte Maíz är det glesbefolkat, med 10 invånare per kvadratkilometer.